# المجلس الوطني للمقاومة الإيرانية
المجلس الوطني للمقاومة الإيرانية، هو ائتلاف سياسي يتكون من منظمات وجماعات وشخصيات إيرانية، تأسس في 21 يوليو 1981 بطهران بمبادرة من مسعود رجوي للإطاحة بالحكومة الإيرانية الحالية وإقامة نظام سياسي ديمقراطي ومستقل، ثم نقل مقره إلى باريس. هذا المجلس الآن له دور البرلمان في منفى للمقاومة الإيرانية.
في عام 1993، اختار هذا المجلس مريم رجوي"رئيسة" للفترة الانتقالية. هذا المجلس له سكرتارية وستة أمناء يتولون الشؤون الإدارية للمجلس. يتكون المجلس من خمس وعشرين لجنة، والتي تشكل الهيكل الرئيسي للحكومة الانتقالية المستقبلية لإيران.
خطة مريم رجوي المكونة من عشر نقاط فيما يتعلق بـ "إيران الغد"، والتي تقوم على فصل الدين عن الدولة، والتعددية والمساواة بين الجنسين، والحكم الذاتي والقضاء على الاضطهاد المزدوج للجماعات العرقية والقوميات الإيرانية، وإيران غير النووية، والسلام والتعايش والتعاون الدولي والإقليمي. ويعبر عن آراء واستراتيجيات المجلس الوطني للمقاومة ومنهاج عمل المقاومة الإيرانية من أجل إيران الغد الحرة. عام 2002 کشف المجلس الوطني‌ للمقاومة الإيرانیة عن منشاءات تتعلق بطهران تخص المشروع النووي.

## إنشاء
في ۲۱ يوليو ۱۹۸۱ تم إنشاء المجلس الوطني للمقاومة الإيرانية في طهران من قبل مسعود رجوي برفقة أبو الحسن بني صدر، أول رئيس للجمهورية الإيرانية. بعد ذلك ، ذهب رجوي إلى باريس مع بني صدر في ۲۹ یولیو ۱۹۸۱، في رحلة جوية من القاعدة الجویة  الأولى بطهران. وأعلن تشكيل "المجلس الوطني للمقاومة" كبديل ديمقراطي للحكومة الإيرانية في باريس.

## شاکلة
المجلس الوطني للمقاومة الإيرانية هو تحالف سياسي يتألف من عدة منظمات  تشكل النساء أكثر من 50٪ من أعضاء هذا المجلس. رئيس المجلس هو مسعود رجوي. يتألف المجلس من 25 لجنة، وأمانة سر و 6 أمناء مكلفين بالشؤون الإدارية للمجلس.

## شعار المجلس
في سبتمبر ۱۹۹۳، اختار المجلس الوطني للمقاومة رمز الأسد والشمس كرمز رسمي للمجلس وقرر استخدام هذا الرمز في العلم الإيراني الذي "كان رمز حراسة بلاد إیران منذ القدم. واستُخدم كرمز للإيرانيين عبر التاريخ ".

## صنع القرارات في المجلس
وبحسب موافقات المجلس، وبغض النظر عن وزن أعضاء المجلس وموقعهم، يكون لجميع الأعضاء صوت واحد وتتخذ جميع القرارات بأغلبية الأصوات.

## رئيسة الجمهوریة المنتخبة للمجلس
في عام۱۹۹۳ اختار المجلس الوطني للمقاومة الإيرانية مريم رجوي "رئيسة الجمهوریة" للمرحلة الانتقالية. وفقًا لقرار المجلس، بعد الإطاحة بحكومة الجمهورية الإسلامية في إیران، حتى إنشاء المجلس التأسيسي وانتخاب الرئيس الجدید، ستولی مريم رجوي الرئاسة المؤقتة للبلاد. في خطة من 10 نقاط ، قدمت رجوي استراتيجيات وآراء المجلس الوطني للمقاومة. إيران من أجل إيران الغد الحرة. في هذه الخطة، أعلنت مريم رجوي التزامها بالإعلان العالمي لحقوق الإنسان والوثائق الدولية الأخرى. كما أعلنت إلتزامها بالحكم الذاتي وإزالة الاضطهاد المزدوج للجماعات والقوميات الإيرانية ، وإيران غير نووية، والسلام والتعايش السلمي مع دول المنطقة والدول الأخرى، واحترام ميثاق الأمم المتحدة، وإنهاء إنتاج الأسلحة النووية. وتناشد من أجل إلغاء عقوبة الإعدام، وإنشاء نظام حقوقي حديث واستقلال القضاء.

## حكومة مؤقتة لمدة 6 أشهر
وفقًا لدستور المجلس، بعد الإطاحة بالجمهورية الإسلامية في‌ إيران، ستكون الحكومة المؤقتة في السلطة لمدة 6 أشهر فقط، وتتمثل مهمتها الرئيسية في إجراء انتخابات حرة لتشكيل المجلس التأسيسي والتشريع الوطني ونقل السلطة إلى ممثلي الشعب الايراني. 25 لجنة في المجلس الوطني للمقاومة الإيرانية تشكل أسس الحكومة الائتلافية المؤقتة بعد الإطاحة. يرأس كل لجنة أحد أعضاء المجلس من ذوي الخبرة في المجال المذكور.

## خطط المجلس والقرارات
بعض خطط وقرارات المجلس:
خطة حقوق المرأة وحرياتها: وافق المجلس الوطني للمقاومة الإيرانية بالإجماع على خطة "حقوق المرأة وحرياتها" في ۱۷ أبريل ۱۹۸۷. وبحسب هذه الخطة ، يحق للمرأة تقلد جميع المناصب والمسؤولیات في الدولة، بما في ذلك التحكیم والقيادة السياسية. كما يعترف المجلس بالحق في اختيار الملابس بحرية والحق في المشاركة في جميع المباریات الرياضية والأنشطة الفنية ، إلخ.
خطة الفصل بين الدين والدولة: صادق المجلس  الوطني للمقاومة الإیرانیة  في ۱۲ نوفمبر ۱۹۸۵، علی خطة الفصل بين الدين والدولة مؤكدا على ضمان "الحقوق الفردية والاجتماعية للأشخاص المنصوص عليها في الإعلان العالمي لحقوق الإنسان"، بما في ذلك الحق في حرية الدين والمعتقد والحق في مقاطعة ورفض أي استقصاء للرأي، وهو أمر ضروري للحفاظ على القيم الإنسانية والكرامة. تمت المصادقة على خطة الفصل بين الدين والدولة.
خطة جبهة التضامن الوطني لإسقاط الاستبداد الديني: وافق المجلس الوطني للمقاومة الإيرانية على خطة جبهة التضامن الوطني للتعاون وتوحيد العمل مع القوى السياسية الأخرى. تضم هذه الجبهة كافة القوى الجمهورية الملتزمة بالنفي التام لنظام ولاية الفقيه وكافة فصائلها واجنحتها الداخلية، وتناضل من أجل إقامة نظام سياسي ديمقراطي ومستقل يقوم على آساس فصل الدين عن الدولة.
خطة الحكم الذاتي لکردستان إيران: وافق المجلس الوطني للمقاومة الإيرانية بالإجماع على خطة الحكم الذاتي لکردستان إيران في إطار وحدة الأراضي والتكامل والوحدة الوطنية للبلاد (إيران) في ۸ نوفمبر ۱۹۸۳.